# Корягин, Евгений Николаевич
Евгений Николаевич Корягин (25 февраля 1974, Кострома, РСФСР, СССР) — советский и российский футболист.

## Биография
Воспитанник костромского футбола. Большую часть карьеры провел за местный «Спартак». Дебютировал 18 апреля 1992 года в матче Кубок России против «Волжанина» из Кинешмы (1:0). Всего в первенствах страны провел за «Спартак» 326 (плюс три аннулированных) матчей (второй результат в истории клуба), в которых забил 35 голов. На профессиональном уровне также выступал за вологодское «Динамо».